# Raión de Dovzhansk
Raión de Dovzhansk (en ucraniano: Довжанський район) es un raión o distrito de Ucrania en el óblast de Lugansk. Anteriormente era denominado Raión de Sverdlovsk. La capital es la ciudad de Dovzhansk.
Comprende una superficie de 2139 km². Los límites del distrito se cambiaron oficialmente en julio de 2020 como parte de la reforma administrativa-territorial de Ucrania.

## Demografía
Según estimación 2010 contaba con una población total de 14 227 habitantes.

## Otros datos
El código KATOTTG es UA44040000000032820, el código KOATUU fue 4424200000. El código postal 94820 y el prefijo telefónico +380 6434.